# Mormès
Mormès település Franciaországban, Gers megyében. Lakosainak száma 108 fő (2022. január 1.). Mormès Le Houga, Laujuzan, Monlezun-d’Armagnac, Perchède és Toujouse községekkel határos.

## Népesség
A település népességének változása:
| Lakosok száma | 172  | 139  | 133  | 123  | 120  | 120  | 121  | 120  | 116  | 108  |
|               | 1968 | 1982 | 1990 | 2006 | 2013 | 2015 | 2017 | 2019 | 2020 | 2022 |